# Männen vid fronten (1930)
Männen vid fronten (engelska: Journey's End) är en brittisk-amerikansk dramafilm från 1930 i regi av James Whale. I huvudrollerna som Stanhope och Raleigh ses Colin Clive och David Manners.

## Om filmen
Filmen är baserad på R.C. Sherriffs pjäs Männen vid fronten från 1928. Handlingen utspelar sig i skyttegravarna under första världskriget och är en berättelse om några brittiska soldater. Både filmen och pjäsen hade stora framgångar och pjäsen har filmats på nytt 1931, 1976 och 2017, samt även filmats för TV.
Filmen hade Sverigepremiär den 22 januari 1932 och Gösta Ekman, som spelat rollen som Kapten Stanhope i uppsättningen på Oscarsteatern 1929, var svensk speaker under filmens förtexter.

## Rollista i urval
- Colin Clive – Kapten Denis Stanhope
- Ian Maclaren – Lt. Osborne
- David Manners – 2nd Lt. Raleigh
- Billy Bevan – 2nd Lt. Trotter
- Anthony Bushell – 2nd Lt. Hibbert
- Robert Adair – Kapten Hardy
- Charles K. Gerrard – Pvt. Mason
- Tom Whiteley – Sergeant Major
- Jack Pitcairn – Översten
- Werner Klingler – tysk fånge
- Gil Perkins – Sgt. Cox
- Leslie Sketchley – Cpl. Ross